# Macrocystidia reducta
Macrocystidia reducta E. Horak & Capellano – gatunek wielkoowocnikowych podstawczaków należący do rodziny Macrocystidiaceae.

## Taksonomia
Pozycja w klasyfikacji według Index Fungorum: Macrocystidia, Macrocystidiaceae, Agaricales, Agaricomycetidae, Agaricomycetes, Agaricomycotina, Basidiomycota, Fungi.
Gatunek ten został po raz pierwszy opisany przez Dereka Reida w artykule New or interesting records of Australian Basidiomycetes: IV, opublikowanym w „Transactions of the British Mycological Society” z 1986 r. Nadał mu nazwę Agrogaster coneae. W tej samej publikacji wyodrębniono dla tego gatunku nowy rodzaj, Agrogaster, który z uwagi na budowę skórki kapelusza i zabarwienie zarodników zaliczono do rodziny gnojankowatych (Bolbitiaceae). Nazwa rodzajowa złożona jest z pierwszego członu rodzaju Agrocybe w kombinacji z członem „gaster”, wskazującym na podobieństwo do tzw. „wnętrzniaków” (Gasteromycetes).
Agrogaster coneae okazał się synonimem wcześniej opisanego gatunku Macrocystidia reducta.

## Charakterystyka
Grzyby z gatunku Macrocystidia reducta tworzą naziemne, agarykoidalne lub sekotioidalne owocniki o wysokości do 4 cm. Kapesz średnicy 1,0–1,5 cm, o różnym pokroju, brązowawy w odcieniu sjeny nieco higrofaniczny (suchy jaśniejszy), o gładkiej, woskowej powierzchni. Blaszki w akgarykoidalnych owocnikach regularne, średnio gęste, wąsko przyrośnięte do trzonu. W owocnikach sekotioidalnych hymenofor składa się z blaszek mocno anastomozujących, tworzących wewnątrz owocnika zamknięte komory. Trzon o wysokości 1,5-2 (do 4) cm i średnicy 0,2–0,25 cm. Miąższ o barwach od kremowobiałej do sjeny. Podstawki czterozarodnikowe, cienkościenne, hialinowe. Zarodniki elipsoidalne lub łezkowate, o wymiarach ok. 10×5,5 μm, nieamyloidalne.

## Występowanie
Gatunek ten odkryto na Nowej Zelandii, pod zastrzalinami Podocarpus dacrydioides i Podocarpus spicatus.